# José Sergio Magaña Hidalgo
Œuvres principales
- Les Signes du zodiaque
- Le Petit Cas de Georges Livide
- La Dernière Diane
- Les Argonautes
- Loyés gelés
- Ana la Americana

José Sergio Magaña Hidalgo, né le 24 septembre 1924 à Tepalcatepec dans l'État de Michoacán (Mexique) et mort le 23 août 1990 à Mexico, est un dramaturge mexicain.

## Œuvre
- Les Signes du zodiaque.
- Le Petit Cas de Georges Livide.
- La Dernière Diane.
- Les Argonautes.
- Loyés gelés.
- Ana la Americana.